# Lubicz (stacja kolejowa)
Lubicz – stacja kolejowa w Lubiczu Dolnym, w województwie kujawsko-pomorskim, w Polsce. Znajdują się tu 3 perony. Stacja jest obsługiwana wyłącznie przez pociągi osobowe prywatnego przewoźnika kolejowego Arriva RP.

## Ruch pasażerski
| Rok  | Wymiana pasażerska na dobę |
| ---- | -------------------------- |
| 2017 | 0-9                        |
| 2022 | 0-9                        |